# Sarah Schnier
Sarah Schnier (* 1967 in Hamburg) ist eine deutsche Drehbuchautorin.

## Werdegang
Nach ihrem Masterabschluss in vergleichender Literaturwissenschaft an der University of Sussex war Sarah Schnier von 1992 bis 1995 bei verschiedenen Verlagen als Lektorin tätig. Sie schreibt Dialoge für die Fernsehserien Marienhof und So ist das Leben! Die Wagenfelds und war von 1996 bis 2003 beim Fernsehsender Sat.1 als Redakteurin für die Serien SK Kölsch, Die Neue – Eine Frau mit Kaliber und Kommissar Rex zuständig.
Der Spielfilm Barfuß bis zum Hals, für den Schnier das Drehbuch schrieb, wurde 2010 mit dem Deutschen Comedypreis ausgezeichnet sowie für den Deutschen Fernsehpreis und den Adolf-Grimme-Preis nominiert. Für die 2023 veröffentlichte Fernsehserie Die zweite Welle hatte sie die Idee und schrieb alle sechs Drehbücher.

## Drehbücher (Auswahl)
- 1997: Körner und Köter (Fernsehserie)
- 2003: Wenn Weihnachten wahr wird
- 2007: Noch ein Wort und ich heirate dich!
- 2008: Heimliche Küsse – Verliebt in ein Sex-Symbol
- 2008: Mein Schüler, seine Mutter & ich
- 2009: Barfuß bis zum Hals
- 2011: Plötzlich fett!
- 2011: Restrisiko
- 2012: Unter Frauen
- 2014: Mein Lover, sein Vater und ich!
- 2014: Mona kriegt ein Baby
- 2014: Zwischen den Zeiten
- 2014: Zu mir oder zu dir?
- 2015: Mein Sohn Helen
- 2018: Für meine Tochter
- 2019: Tatort: Das Leben nach dem Tod
- 2019: Der Usedom-Krimi: Strandgut
- 2021: Nie zu spät
- 2023: Die zweite Welle

## Auszeichnungen und Nominierungen
- 2010: Deutscher Comedypreis – Beste TV-Komödie für Barfuß bis zum Hals
- 2010: Nominierung Deutscher Fernsehpreis – Bester Fernsehfilm für Barfuß bis zum Hals
- 2010: Nominierung Adolf-Grimme-Preis 2010 für Barfuß bis zum Hals
- 2014: Nominierung Deutscher Comedypreis – Beste TV-Komödie für Mein Lover, sein Vater und ich
- 2018: Nominierung Prix Europa Für meine Tochter